# Valdrada (regina)
Valdrada o Waldrada o Valderada (fl. VI secolo) fu, quale moglie del merovingio Teodebaldo, regina dei Franchi Sali d'Austrasia sino al 555; poi sposò Clotario I, che nel 558, divenne l'unico re dei Franchi.
Infine, dopo essere stata ripudiata, prima del 561, divenne la moglie del duca di Baviera. Fu membro della dinastia dei Letingi.

## Biografia

### Infanzia
Era la figlia secondogenita del re dei Longobardi Vacone e della sua seconda moglie, Austrigusa, figlia del re dei Gepidi.

### Matrimonio
L'Origo gentis Langobardorum e Paolo Diacono citano Valdrada e la sorella primogenita, Visigarda, quali figlie di Vacone e Austrigusa e precisano che Visigarda ebbe come marito il re dei Franchi Teodeberto I e Valdrada il re dei Franchi, Teodebaldo (Scusualdo o Cusupaldo), e dopo il primo duca di Baviera Garibaldo.
Secondo il vescovo Gregorio di Tours (536 – 597), dopo la morte di Teodeberto I, il figlio Teodebaldo gli succedette sul trono di Austrasia e, appena raggiunse la maggior età, rinnovò il legame dinastico con i Longobardi, sposando Valdrada, la sorella di Visigarda, la defunta seconda moglie di suo padre. Sempre secondo Gregorio di Tours, Teodebaldo era di indole malvagia e durante il suo regno si manifestarono numerosi avvenimenti funesti, che preannunciarono la morte del re. Teodebaldo infatti fu colpito da un malore che gli paralizzò gli arti inferiori e poco dopo morì.

### Vedovanza e morte
Valdrada rimase vedova, e non avendo avuto figli, il regno di Teodebaldo passò al prozio Clotario I, che senza indugiare si prese anche Valdrada come moglie. A seguito dei rimproveri dei sacerdoti Clotario I abbandonò (ripudiò) Valdrada, che fu consegnata al duca dei Bavari Garibaldo, che divenne il suo terzo marito e che verso la fine del VI secolo divenne re di Baviera. Della coppia sono certi due figli: Gundoaldo ( ? -612), duca di Asti e Teodolinda (570 circa-627), regina d'Italia. In talune genealogie se ne cita una terza: Romilde, sposa a Gisulfo II duca di Cividale e madre di Grimoaldo I, futuro duca di Benevento e re longobardo.
Di Valderada non si conosce l'anno della morte.

### Fonti primarie
- (LA)  Gregorio di Tours, Historia Francorum Testo disponibile su Wikisource.
- (LA)  Origo gentis Langobardorum, in  Georg Waitz (a cura di), Monumenta Germaniae Historica, Hannover, 1878,  Scriptores rerum Langobardicarum et Italicarum saec. VI–IX, 1–6. Trad .it in  Claudio Azzara; Stefano Gasparri (a cura di), Le leggi dei Longobardi. Storia, memoria e diritto di un popolo germanico, Roma, Viella, 2005,  pp. 2-7, ISBN 88-8334-099-X. Testo disponibile su Wikisource.
- (LA)  Paolo Diacono, Historia Langobardorum, in  Georg Waitz (a cura di), Monumenta Germaniae Historica, Hannover, 1878,  Scriptores rerum Langobardicarum et Italicarum saec. VI–IX, 12–219. Trad .it:  Paolo Diacono, Storia dei Longobardi, a cura di Lidia Capo, Milano, Lorenzo Valla/Mondadori, 1992, ISBN 88-04-33010-4. Testo disponibile su Wikisource.

### Letteratura storiografica
- L.M. Hartmann, L'Italia sotto i longobardi, in Storia del mondo medievale, Cambridge, Cambridge University Press, 1999,  pp. 780-809.